# Cis cayensis
Cis cayensis es una especie de coleóptero de la familia Ciidae.

## Distribución geográfica
Habita en Cuba y Florida.